# Araschnia
Araschnia is een geslacht van vlinders behorend tot de familie Nymphalidae (vossen, parelmoervlinders en weerschijnvlinders), onderfamilie Nymphalinae.

## Soorten
- Araschnia burejana (Bremer, 1861)
- Araschnia chinensis Oberthür, 1917
- Araschnia davidis Poujade, 1885
- Araschnia dohertyi Moore, 1899
- Araschnia doris Leech, 1893
- Araschnia fallax Janson, 1878
- Araschnia levana (Linnaeus, 1758)
- Araschnia obscura Fenton, 1881
- Araschnia oreas Leech, 1892
- Araschnia prorsoides (Blanchard, 1871)
- Araschnia strigosa Butler, 1866
- Araschnia vetula Heydenreich, 1859
- Araschnia zhangi Chou, 1994